# Шешуки (Тюменская область)
Шешуки́ — село в Викуловском районе Тюменской области России. Входит в состав Рябовского сельского поселения.

## География
Село находится в восточной части Тюменской области, в таёжной зоне, в пределах юго-западной части Западно-Сибирской низменности, на правом берегу ручья Малый Ик, на расстоянии примерно 26 км (по прямой) к северо-западу от села Викулово, административного центра района. Абсолютная высота — 75 м над уровнем моря.
Климат
Климат континентальный с суровой холодной зимой. Годовое количество осадков — 417 мм. Средняя температура января составляет −18,9 °C, июля — +18 °C. Продолжительность периода с устойчивым снежным покровом — 161 день.
Часовой пояс
Село Шешуки, как и вся Тюменская область, находится в часовой зоне МСК+2. Смещение применяемого времени относительно UTC составляет +5:00.

## Население
| 2010 |
| ---- |
| 174  |

Половой состав
По данным Всероссийской переписи населения 2010 года, в половой структуре населения мужчины составляли 53,4 %, женщины — соответственно 46,6 %.
Национальный состав
Согласно результатам переписи 2002 года, в национальной структуре населения русские составляли 96 % из 202 чел.